# Charles Shaler Smith
Charles Shaler Smith (* 16. Januar 1836 in Pittsburgh, Pennsylvania; † 19. Dezember 1886 in St. Louis, Missouri) war ein US-amerikanischer Bauingenieur, der für den Bau von Eisenbahnbrücken bekannt wurde.

## Leben
C. Shaler Smith begann mit 16 in einer Bergwerks- und Eisenbahngesellschaft nahe Philadelphia zu arbeiten, in der er bald zum Vermesser befördert wurde. Bald darauf war er auch für andere Eisenbahngesellschaften als Vermesser tätig. Mit 19 wurde er Assistent des Chefingenieurs George McLeod der Louisville and Nashville Railroad und nach zwei Jahren Assistent des für Brücken und Gebäude verantwortlichen Ingenieurs Albert Fink. 1859 wurde er Bauleiter für deren Abteilung in Memphis, wechselte im gleichen Jahr aber zur Wilmington, Charlotte and Rutherford Railroad in North Carolina.
Im amerikanischen Bürgerkrieg baute er für die Konföderierten eine Pulverfabrik in Augusta, Georgia. 1865 veröffentlichte er einen Vergleich verschiedener Fachwerkträger, in dem er den Finkträger besonders hervorhob, und der von Benjamin Henry Latrobe, II zustimmend besprochen wurde.
Nach dem Bürgerkrieg gründete er 1866 in Baltimore zusammen mit Charles Hazelhurst Latrobe die Smith, Latrobe & Co., die von dessen Vater Benjamin Latrobe als beratender Ingenieur (Consulting Engineer) unterstützt wurde. Das Unternehmen baute eine Reihe von Eisenbahnbrücken und es gehörte zu den ersten, die größere eiserne Trestle-Brücken errichteten. 1869 wurde der Name des Unternehmens in Baltimore Bridge Co. geändert. Es baute weiterhin größere Brücken in den USA, aber auch in Australien und Peru, u. a. die Erneuerung der High Bridge (1869) über den Appomattox River, die Saint Charles Rail Bridge (1871) in Saint Charles oberhalb von St. Louis über den Missouri River,  die Rock Island Bridge (1872) über den Mississippi. In Peru baute es die Puente de Fierro in Arequipa und die von seinem örtlichen Bauleiter Leffert L. Buck errichtete erste Verrugas-Brücke.

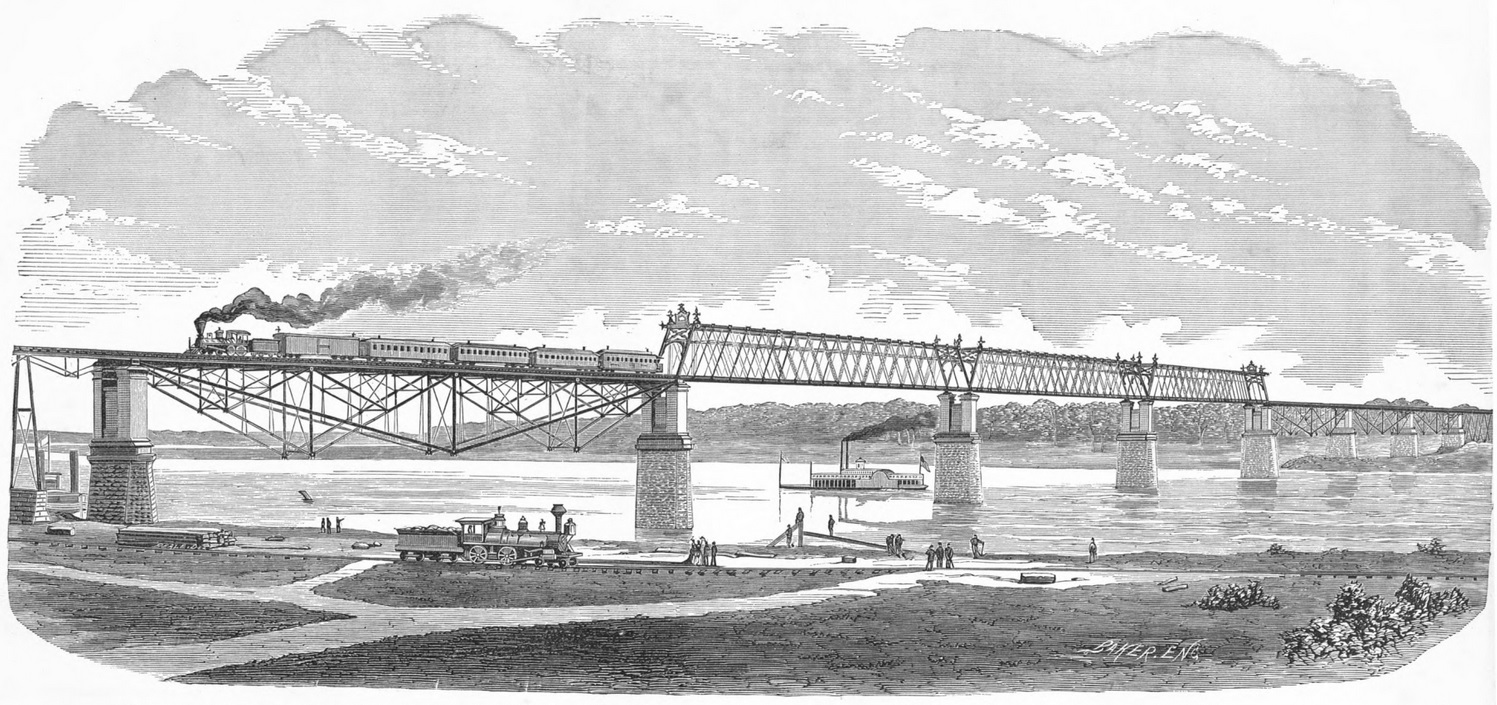
Saint Charles Rail Bridge (1871)
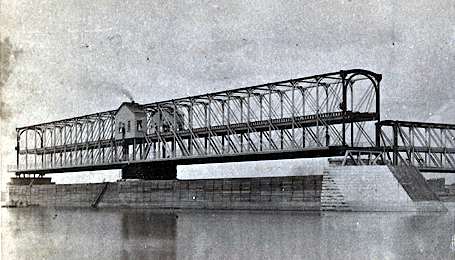
Rock Island Bridge (1872)
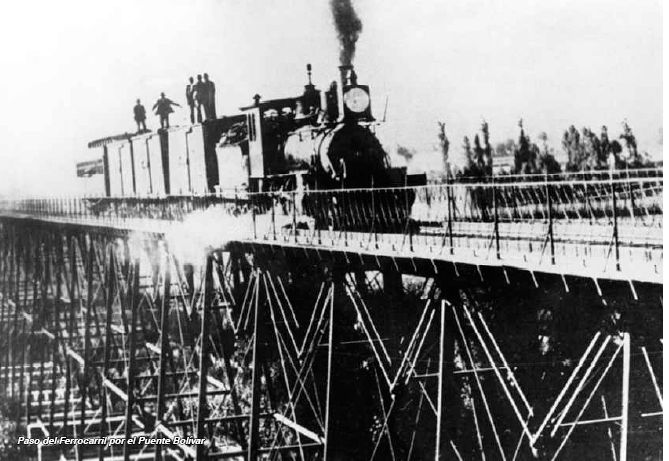
Puente de Fierro (1871)
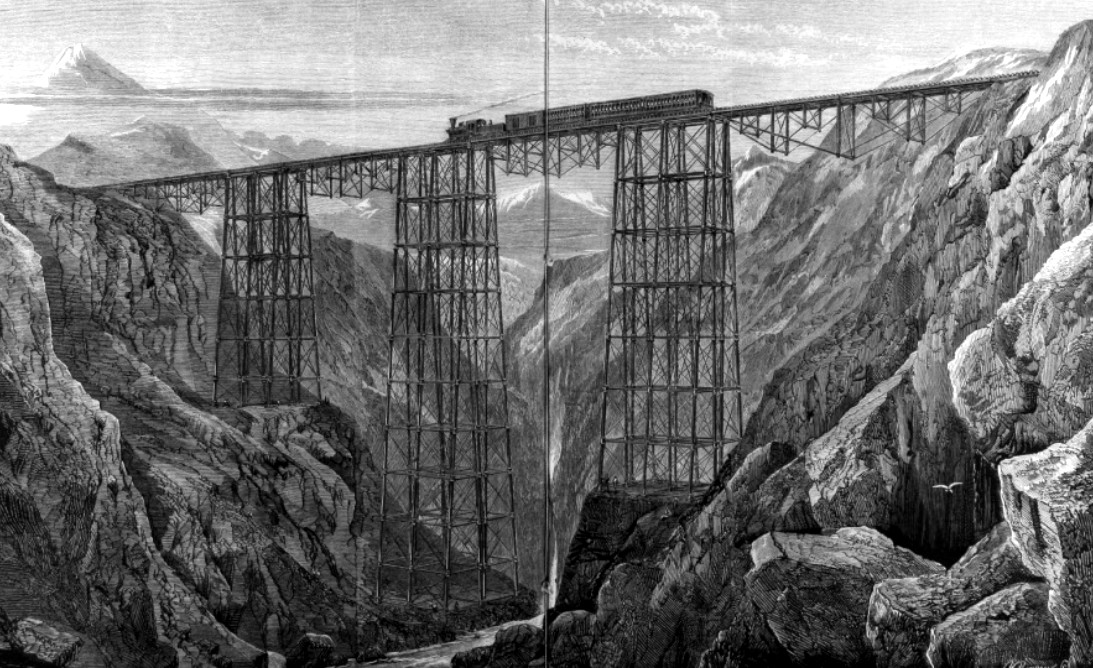
Verrugas-Brücke (1873)

Für die Überwachung des Brückenbaus zog er 1868 nach Saint Charles und 1871 nach St. Louis, wo er bis zu seinem Lebensende blieb.
1873 erhielt sein Unternehmen den Auftrag für die östliche Rampenbrücke zur dortigen Eads Bridge. Danach plante er die High Bridge (1877) über den Kentucky River, der ersten größeren Gerberträgerbrücke der USA, und anschließend eine kleinere Gerberträgerbrücke über den Mississippi bei St. Paul und Minneapolis, Minnesota für die Milwaukee Road (Shot Line Bridge). Nach der Übergabe seiner Firma an seinen Sohn Frederick war er als Consulting Engineer für einige Eisenbahngesellschaften tätig. Sein letztes großes Projekt war die St. Lawrence Railway Bridge (1887) über den Sankt-Lorenz-Strom bei Montreal. Dort verwendete er erstmals in Nordamerika den Mittelpfeiler als Stütze für den Freivorbau zu beiden Seiten. Er starb im Dezember 1886 im Alter von nur 50 Jahren einige Monate vor der Fertigstellung der Brücke.

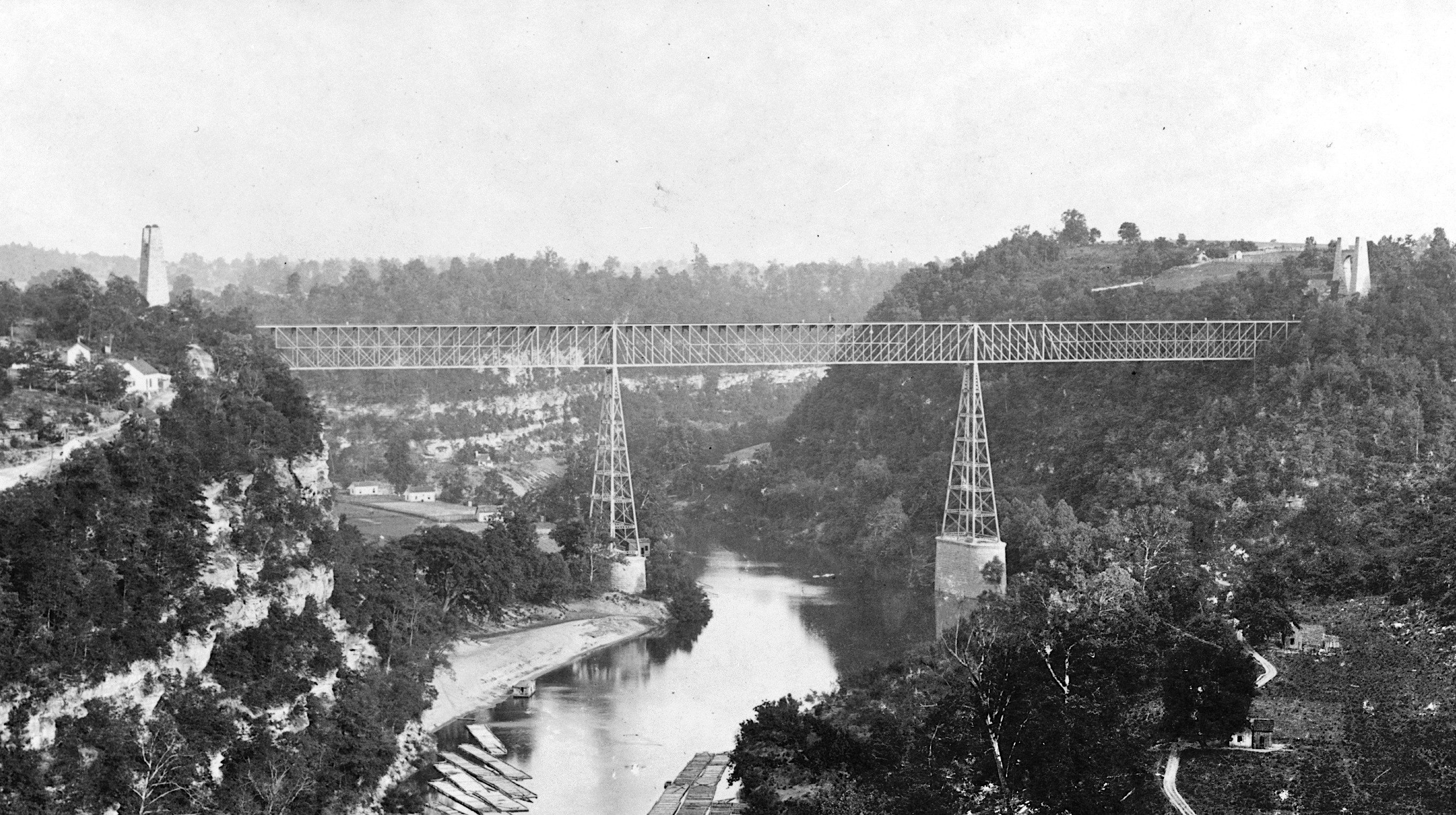
High Bridge (Kentucky River, 1877)
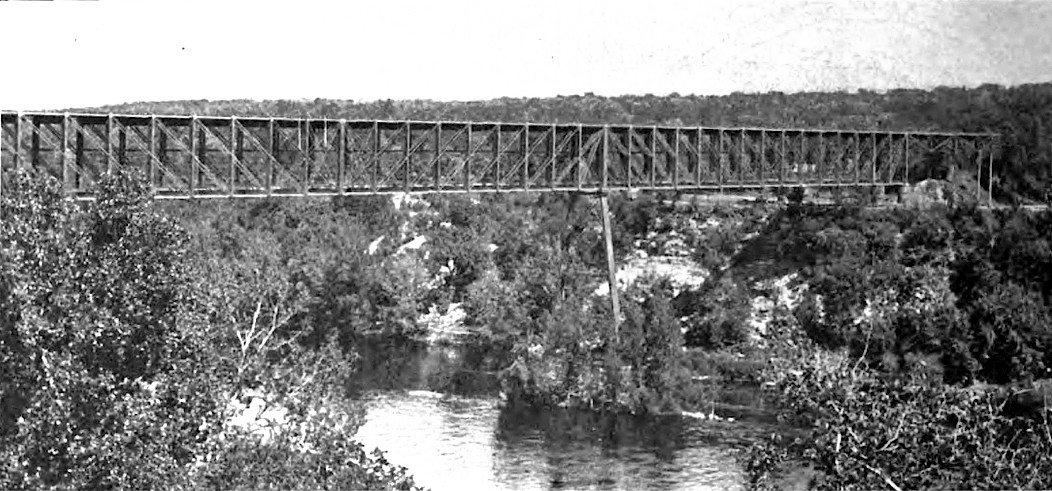
Shot Line Bridge (Mississippi River, 1880)
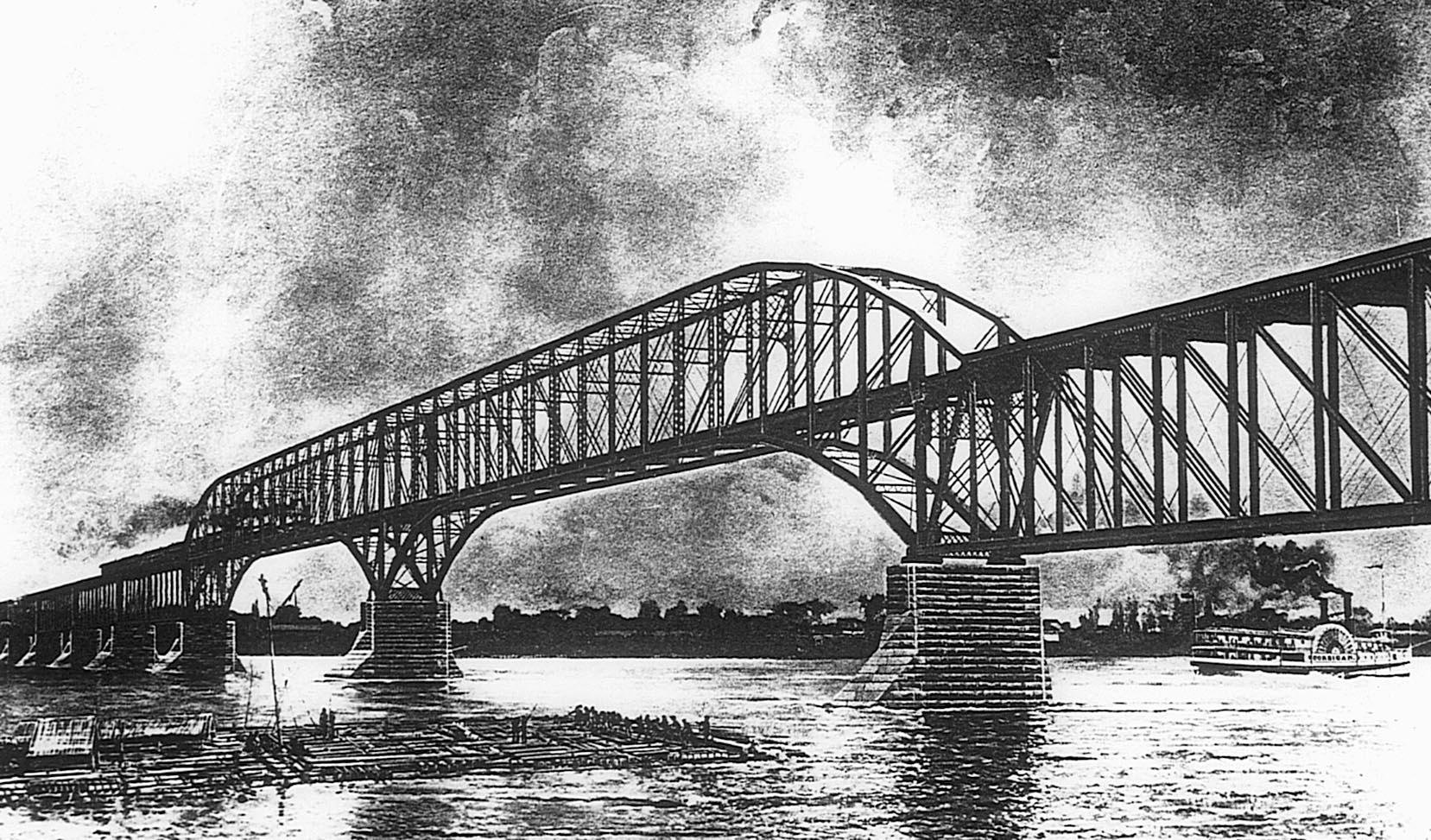
St. Lawrence Railway Bridge (1887)

Charles Shaler Smith war seit 1873 Mitglied der American Society of Civil Engineers und war in den Jahren 1877 und 1878 einer ihrer Direktoren.

## Schriften
- Comparative Analysis of the Fink, Murphy, Bollman and Triangular Trusses. John W. Woods, Baltimore 1865 (englisch, eingeschränkte Vorschau in der Google-Buchsuche).
- Er veröffentlichte zahlreiche Beiträge in den Transactions der American Society of Civil Engineers.